# Liste der Stolpersteine in Gummersbach
Die Liste der Stolpersteine in Gummersbach enthält die Stolpersteine, die im Rahmen des gleichnamigen Kunst-Projekts von Gunter Demnig in Gummersbach verlegt wurden. Mit ihnen soll an die Opfer des Nationalsozialismus erinnert werden, die in Gummersbach lebten und wirkten.

## Liste der Stolpersteine
| Name              | Adresse          | Bild | Inschrift                                                                                             | Verlegedatum  | Biografie und Anmerkungen |
| ----------------- | ---------------- | --- | --- | ------------- | ------------------------- |
| David Simons      | Seßmarstraße 5 · | Bild gesucht Der Benutzer GeorgDerReisende ( Diskussion ) wünscht sich an dieser Stelle ein Bild vom Ort mit diesen Koordinaten 51.022709 7.571758 . Motiv: Stolpersteine für Familie Simons, die Lage und das Haus Falls du dabei helfen möchtest, erklärt die Anleitung , wie das geht. BW | Hier wohnte David Simons Jg. 1866 gedemütigt/entrechtet tot 20.12.1937                                | 17. Aug. 2022 |                           |
| Hulda Simons      | Seßmarstraße 5 · | Bild gesucht Die Wikipedia wünscht sich an dieser Stelle ein Bild vom hier behandelten Ort. Falls du dabei helfen möchtest, erklärt die Anleitung , wie das geht. BW | Hier wohnte Hulda Simons geb. Neumann Jg. 1869 deportiert 1944 Theresienstadt ermordet 28.11.1944     | 17. Aug. 2022 |                           |
| Dr. Alfred Simons | Seßmarstraße 5 · | Bild gesucht Die Wikipedia wünscht sich an dieser Stelle ein Bild vom hier behandelten Ort. Falls du dabei helfen möchtest, erklärt die Anleitung , wie das geht. BW | Hier wohnte Dr. Alfred Simons Jg. 1901 'Schutzhaft' 1938 Gefängnis Gummersbach Flucht 1939 Australien | 17. Aug. 2022 |                           |
| Dr. Sophie Simons | Seßmarstraße 5 · | Bild gesucht Die Wikipedia wünscht sich an dieser Stelle ein Bild vom hier behandelten Ort. Falls du dabei helfen möchtest, erklärt die Anleitung , wie das geht. BW | Hier wohnte Dr. Sophie Simons geb. Hanisch Jg. 1901 Flucht 1939 Australien                            | 17. Aug. 2022 |                           |
| Klaus Simons      | Seßmarstraße 5 · | Bild gesucht Die Wikipedia wünscht sich an dieser Stelle ein Bild vom hier behandelten Ort. Falls du dabei helfen möchtest, erklärt die Anleitung , wie das geht. BW | Hier wohnte Klaus Simons Jg. 1930 Flucht 1939 Australien                                              | 17. Aug. 2022 |                           |